# Opius orizabensis
Opius orizabensis är en stekelart som beskrevs av Fischer 1963. Opius orizabensis ingår i släktet Opius och familjen bracksteklar. Inga underarter finns listade i Catalogue of Life.